# 陈寨东站
陈寨东站是郑州地铁4号线的地铁车站，位于中华人民共和国河南省郑州市金水区国基路与沙门西路交叉口，于2020年12月26日随4号线的开通而启用。

## 车站结构
陈寨东站的主体结构位于国基路的地下，呈东西走向，为地下二层车站。其中B1层为站厅层，B2层为站台层。
| 1F  | 地面     | 所有出入口                                               |
| B1F | 站厅     | 客服中心、自动售票机、行李检查、闸机、车站控制室、警务室 |
| B2F | █ 4号线  | 往老鸦陈方向（张家村）                                   |
| B2F | 岛式站台 | 至站厅                                                   |
| B2F | █ 4号线  | 往郎庄方向（沙门）                                       |

### 站厅
陈寨东站的站厅位于B1层，设有客服中心、自动售票机、行李检查等设施。站厅由闸机和栏杆分隔为付费区和非付费区，站厅两端为非付费区，之间经通道连接，中部为付费区，内设有自动扶梯、步梯和无障碍电梯连接站台。站厅非付费区C口通道处设有卫生间和母婴室。

### 站台
陈寨东站设一座岛式站台，位于B2层，安装有高站台门。站台呈东西向，北侧站台面由4号线老鸦陈方向的列车使用，南侧站台面由4号线郎庄方向的列车使用。

### 出入口
陈寨东站设有A、B、C、D共4个出入口，分别位于国基路与沙门西路交叉路口的东南、西南、西北、东北四角，连接地面和站厅非付费区，其中B口设有无障碍电梯。
该站各出入口信息如下表所示。
| 国基路渠东路 | 国基路渠东路 | 国基路渠东路 | 国基路渠东路 | 国基路渠东路 |
| 编号         | 路线         | 路线         | 路线         | 备注         |
| ------------ | ------------ | ------------ | ------------ | ------------ |
| B20          | 花园路刘庄   | ⇆            | 火车站北港湾 | 原39路       |
| B38          | 北三环沙口路 | ⇆            | 郑州东站     | 原163路      |

| 国基路渠东路 | 国基路渠东路 | 国基路渠东路 | 国基路渠东路 | 国基路渠东路 |
| 编号         | 路线         | 路线         | 路线         | 备注         |
| ------------ | ------------ | ------------ | ------------ | ------------ |
| B20          | 花园路刘庄   | ⇆            | 火车站北港湾 | 原39路       |
| B38          | 北三环沙口路 | ⇆            | 郑州东站     | 原163路      |